# Saison 2006-2007 de l'Élan sportif chalonnais
Saison 2006-2007 de l'Élan chalon en Pro A, avec une troisième place pour sa onzième saison dans l'élite. 

## Effectifs
| Nationalité | Joueur                | Taille |
| ----------- | --------------------- | ------ |
|             | Terrell Everett       | 1,93 m |
|             | Philippe Braud        | 1,93 m |
|             | Xavier Corosine       | 1,85 m |
|             | Mamoutou Diarra       | 2,00 m |
|             | Geoff Lear            | 2,04 m |
|             | Jermaine Guice        | 1,92 m |
|             | Willem Laure          | 2,02 m |
|             | John Best             | 2,03 m |
|             | Mohamed Kone          | 2,08 m |
|             | Marcellus Sommerville | 2,02 m |

| Nationalité | Joueur            | Taille |
| ----------- | ----------------- | ------ |
|             | Jonathan Hoyaux   | 1,92 m |
|             | Etienne Lazzaroto | 1,95 m |
|             | Samba Gueye       | 2,08 m |

| Nationalité | Joueur                 | Taille |
| ----------- | ---------------------- | ------ |
|             | Tracy Murray (pigiste) | 2,01 m |
|             | Hiram Fuller (pigiste) | 2,06 m |

## Matchs

### Matchs amicaux
Avant saison
- Chalon-sur-Saône / Bourg-en-Bresse : 71-57 (à Charnay-lès-Mâcon)
- Chalon-sur-Saône / Paris : 78-50 (Tournoi d'Alfortville)
- Chalon-sur-Saône / Kaunas : 95-86 (Tournoi des As à Brest)
- Chalon-sur-Saône / Pau-Orthez : 87-76 (Tournoi des As à Brest)

### Championnat

#### Matchs aller
- Chalon-sur-Saône / Besançon : 79–78
- Nancy / Chalon-sur-Saône : 92–68
- Chalon-sur-Saône / Dijon : 71–62
- Cholet / Chalon-sur-Saône : 67–73
- Le Mans  / Chalon-sur-Saône : 99–104
- Chalon-sur-Saône / Le Havre : 79–63
- Clermont-Ferrand / Chalon-sur-Saône : 61–63
- Chalon-sur-Saône / Strasbourg : 89–83
- Gravelines Dunkerque / Chalon-sur-Saône : 83–80
- Chalon-sur-Saône / Bourg-en-Bresse : 79–53
- Reims / Chalon-sur-Saône : 78–86
- Chalon-sur-Saône / Lyon-Villeurbanne : 82–65
- Orléans / Chalon-sur-Saône : 98–57
- Chalon-sur-Saône / Hyères-Toulon : 92–78
- Roanne / Chalon-sur-Saône : 85–83
- Chalon-sur-Saône / Paris : 81–78
- Pau-Orthez / Chalon-sur-Saône : 96–64

#### Matchs retour
- Chalon-sur-Saône / Nancy : 86–84
- Dijon / Chalon-sur-Saône : 77–84
- Chalon-sur-Saône / Cholet : 72–74
- Chalon-sur-Saône / Le Mans : 86–78
- Le Havre / Chalon-sur-Saône : 111–78
- Chalon-sur-Saône / Clermont-Ferrand : 68–65
- Strasbourg / Chalon-sur-Saône : 94–63
- Chalon-sur-Saône / Gravelines-Dunkerque : 89–70
- Bourg-en-Bresse / Chalon-sur-Saône : 68–98
- Chalon-sur-Saône / Reims : 74–59
- Lyon-Villeurbanne / Chalon-sur-Saône : 81–64
- Chalon-sur-Saône / Orléans : 67–68
- Hyères-Toulon / Chalon-sur-Saône : 82–85
- Chalon-sur-Saône / Roanne : 102–76
- Paris / Chalon-sur-Saône : 72–66
- Chalon-sur-Saône / Pau-Orthez : 79–71
- Besançon / Chalon-sur-Saône : 74–93

Extrait du classement de Pro A 2006-2007